# Рефлексивное отношение
Рефлексивное отношение в математике — бинарное отношение {\displaystyle R} на множестве {\displaystyle X}, при котором всякий элемент этого множества находится в отношении {\displaystyle R} с самим собой.
Формально, отношение {\displaystyle R} рефлексивно, если {\displaystyle \forall x\in X:\ (xRx)}.
Свойство рефлексивности отношения при задании матрицей характеризуется тем, что все диагональные элементы матрицы равняются 1; при задании отношения графом каждый элемент х имеет петлю — дугу (х, х).
Бинарное отношение {\displaystyle R} на множестве {\displaystyle X} является рефлексивным тогда и только тогда, когда его подмножеством является тождественное отношение {\displaystyle \operatorname {id} _{X}} на множестве {\displaystyle X} ({\displaystyle \operatorname {id} _{X}=\{(x,x)|x\in X\}}), то есть {\displaystyle \operatorname {id} _{X}\subseteq R}.
Если {\displaystyle aRa} не имеет смысла, то отношение {\displaystyle R} называется антирефлексивным (или иррефлексивным).
Если антирефлексивное отношение задано матрицей, то все диагональные элементы являются нулевыми. При задании такого отношения графом каждая вершина не имеет петли — нет дуг вида (х, х).
Формально антирефлексивность отношения {\displaystyle R} определяется как: {\displaystyle \forall x\in X:\ \neg (xRx)}.
Если условие рефлексивности выполнено не для всех элементов множества {\displaystyle X}, говорят, что отношение {\displaystyle R} нерефлексивно.

## Примеры рефлексивных отношений
Рефлексивные отношения:
- отношения эквивалентности:
  - отношение равенства ({\displaystyle =\;});
  - отношение сравнимости по модулю;
  - отношение параллельности прямых и плоскостей;
  - отношение подобия геометрических фигур;
- отношения нестрогого порядка:
  - отношение нестрогого неравенства ({\displaystyle \leqslant });
  - отношение нестрогого подмножества ({\displaystyle \subseteq });
  - отношение делимости ({\displaystyle \vdots }).

## Примеры антирефлексивных отношений
Антирефлексивные отношения:
- отношение неравенства ({\displaystyle \neq \;});
- отношения строгого порядка:
  - отношение строгого неравенства ({\displaystyle <\;});
  - отношение строгого подмножества ({\displaystyle \subset });
- отношение перпендикулярности прямых (или ортогональности ненулевых векторов) в евклидовом пространстве.